# Josep Carner
Josep Carner i Puig-Oriol (9. února 1884 Barcelona – 4. června 1970 Brusel) byl katalánský básník, novinář, dramatik a překladatel. Je označován za knížete katalánských básníků (el príncep dels poetes catalans) a má velkou zásluhu na pozvednutí katalánské literatury na evropskou úroveň.
Byl osmkrát nominován na Nobelovu cenu za literaturu.

## Biografie
Narodil se v Barceloně, vystudoval práva a filosofii a už na studiích se sblížil s katalánskými nacionalistickými kruhy. Pracoval v celé řadě literárních časopisů (Montserrat, L'Atlàntida, Catalunya, Empori). Jako člen Institutu pro katalánská studia spolupracoval na kodifikaci spisovné katalánštiny, jejímž hlavním iniciátorem byl Pompeu Fabra. Na přelomu století se připojil k významnému literárnímu časopisu Hlas Katalánska (La Veu de Catalunya), pro který psal několik desítek let. V roce 1915 se oženil s Chilankou Carmen de Ossa, se kterou měl dvě děti.
V roce 1921 vstoupil do diplomatických služeb, byl španělským vicekonzulem v Itálii, Francii a dalších zemích. Za španělské občanské války zůstal věrný republikánské straně a proto se nemohl vrátit do vlasti. Jeho první žena zemřela v Libanonu v roce 1935; znovu se oženil s belgickou literární kritičkou Émilií Nouletovou, žili spolu v Mexiku a později v Belgii.
Carner velmi ovlivnil katalánskou literaturu. V podstatě vytvořil její novinářský jazyk. Přiblížil také katalánskou poezii evropským tradicím a evropské literatuře vůbec, mj. díky své rozsáhlé překladatelské činnosti. Mimo poezii psal také prózy a tři divadelní hry.

## Výběr z díla

### Poezie
- Llibre dels poetes (1904)
- Primer llibre de sonets (1905)
- Els fruits saborosos (1906)
- Segon llibre de sonets (1907)
- Verger de les galanies (1911)
- Auques i ventalls (1914)
- El cor quiet (1925)
- Nabí (1941)

### Próza
- L'idil·li dels nyanyos (1903)
- La malvestat d'Oriana (1910)

### Divadelní hry
- El giravolt de maig (1928)
- El Ben Cofat i l'Altre (1951)
- Cop de vent (1966)